# Wilhelm Friedrich Aldinger
Wilhelm Friedrich Aldinger (* 19. Januar 1841 in Zuffenhausen; † 8. Januar 1902  in Münchingen) war ein württembergischer Landwirt und Landtagsabgeordneter.

## Leben
Der Sohn des Zuffenhausener Ochsenwirts Johann Daniel Aldinger (1808–1875) und der Katharine Barbara Hirsch (1814–1845) wurde von seiner Stiefmutter, einer Schwester seiner früh verstorbenen Mutter, erzogen. In erster Ehe war er mit Katharine Wemmer (1847–1871) und in zweiter Ehe mit seiner Cousine Pauline Hirsch (1847–1941) verheiratet.
Bis 1855 besuchte er die Lateinschule und von 1855 bis 1856 die Winterbaugewerkeschule. 1857 und 1858 war er im Kanzleiamt bei Freiherrl. von Brüsseleschen Rentamtmann tätig. 1861 und 1862 studierte er an der Landwirtschaftlichen Hochschule Hohenheim. Danach lebte er als Gutsbesitzer und Ökonomierat in Münchingen.

## Politik
1889 wurde Wilhelm Friedrich Aldinger für den Wahlkreis Leonberg
in den württembergischen Landtag gewählt. Er war Mitglied der nationalliberalen Deutschen Partei. Bei den Wahlen 1895 und 1900 konnte er dieses Mandat verteidigen. Er gehörte dem Landtag bis zu seinem Tod an.